# Моравяни
Моравяните са славянско племе.
По всяка вероятност, етомологията на името е екзоним и произлиза от местозаселението им – Поморавието, името на която област е във връзка с името на река Морава и областта също носи името си по нея. 